# 2732 Witt
2732 Witt eller 1926 FG är en asteroid i huvudbältet, som upptäcktes 19 mars 1926 av den tyske astronomen Max Wolf i Heidelberg. Den är uppkallad efter den tyska astronomen Carl Gustav Witt.
Asteroiden har en diameter på ungefär 11 kilometer.